# 前期 (細胞分裂)

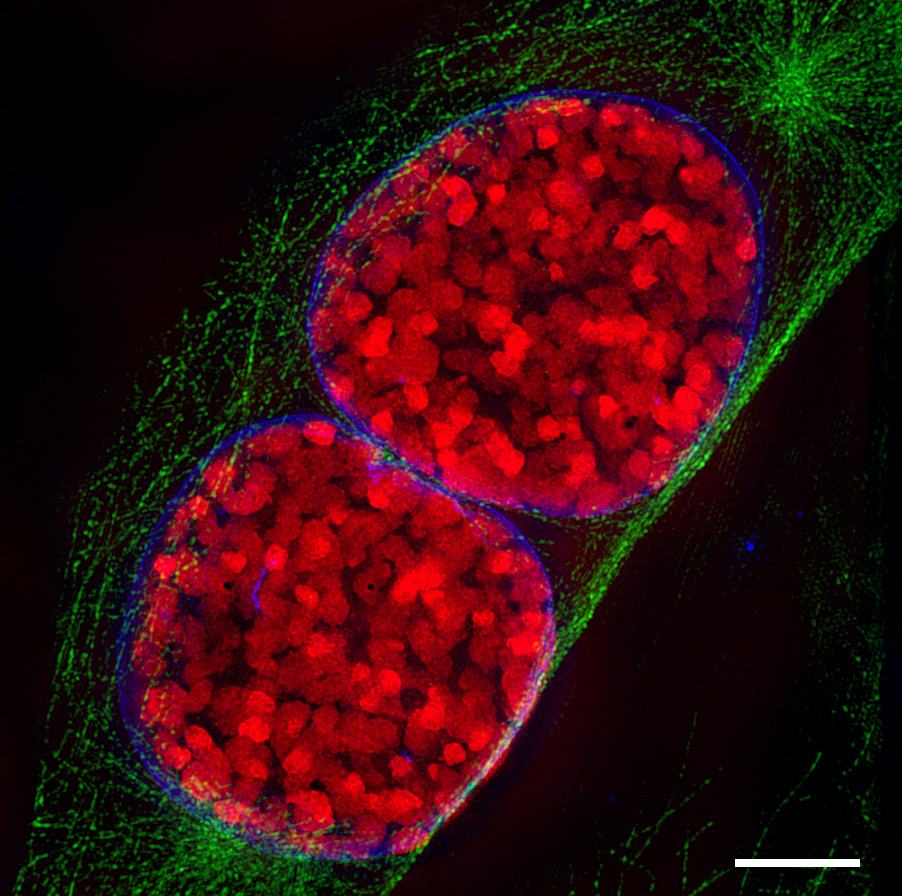
前期にある2つのマウスの細胞の核の蛍光顕微鏡画像（右下のバーは5μmに相当）

前期(Prophase)は、有糸分裂において、クロマチンが凝集し、染色体と呼ばれる棒状の構造を形成する段階である。古代ギリシア語でπρό（前の）φάσις（段階）という言葉に由来する。クロマチン凝集と呼ばれるこの過程には、コンデンシン複合体が関わっている。遺伝物質は､細胞周期の間期に複製されるため、細胞内には2つの相同な染色体のコピーが存在する。これらは姉妹染色分体と呼ばれ、セントロメアと呼ばれる部分で結合している。また前期には、染色体のギムザ染色が行われる。
またこの時期には、染色体の凝縮に先立って、細胞核の中の小さな核小体が消滅する。
有糸分裂で重要なオルガネラは、中心体である。前期の間、独立した有糸分裂で複製された2つの中心体がγチューブリンを補充することによって微小管の活性を増加させる。中心体は、微小管上の分子モーターの働きによって、核の両端側に隔てられる。
基本的に、核内のクロマチンはコイル状になって染色体を形成する。核は分解し、中心体は細胞の両極に移動して紡錘糸の橋を形成する。
有糸分裂の次の段階である前中期には、核膜が分解し、染色体は微小管に捕獲される。